# Йота² Весов
Йота² Весов (лат. ι² Librae), 25 Весов (лат. 25 Librae), HD 134967 — одиночная звезда в созвездии Весов на расстоянии приблизительно 283 световых лет (около 87 парсеков) от Солнца. Видимая звёздная величина звезды — +6,066m.

## Характеристики
Йота² Весов — белая звезда спектрального класса A2V. Масса — около 1,88 солнечной, радиус — около 1,66 солнечного, светимость — около 15,27 солнечных. Эффективная температура — около 8511 К.